# Кси Гидры
Кси Гидры (лат. ξ Hydrae), 19 Чаши (лат. 19 Crateris), HD 100407 — кратная звезда в созвездии Гидры на расстоянии приблизительно 130 световых лет (около 40,1 парсек) от Солнца. Возраст звезды определён в среднем как около 750 млн лет.

## Характеристики
Первый компонент (WDS J11330-3151Aa) — жёлтый гигант спектрального класса G5, или G7IIIb, или G8III. Видимая звёздная величина звезды — +3,7m. Масса — около 2,524 солнечной, радиус — около 8,724 солнечного, светимость — около 46,207 солнечной. Эффективная температура — около 5044 K.
Второй компонент (WDS  J11330-3151Ab). Видимая звёздная величина звезды — +5,8m. Удалён на 0,1 угловой секунды.
Третий компонент — коричневый карлик. Масса — около 41,68 юпитерианской. Удалён в среднем на 2,074 а.е..
Четвёртый компонент (UCAC2 18412937) — красный гигант спектрального класса M. Видимая звёздная величина звезды — +10,7m. Радиус — около 53,77 солнечного, светимость — около 613,9 солнечной. Эффективная температура — около 3918 K. Удалён на 74,6 угловой секунды.